# Piłka nożna w Kosowie

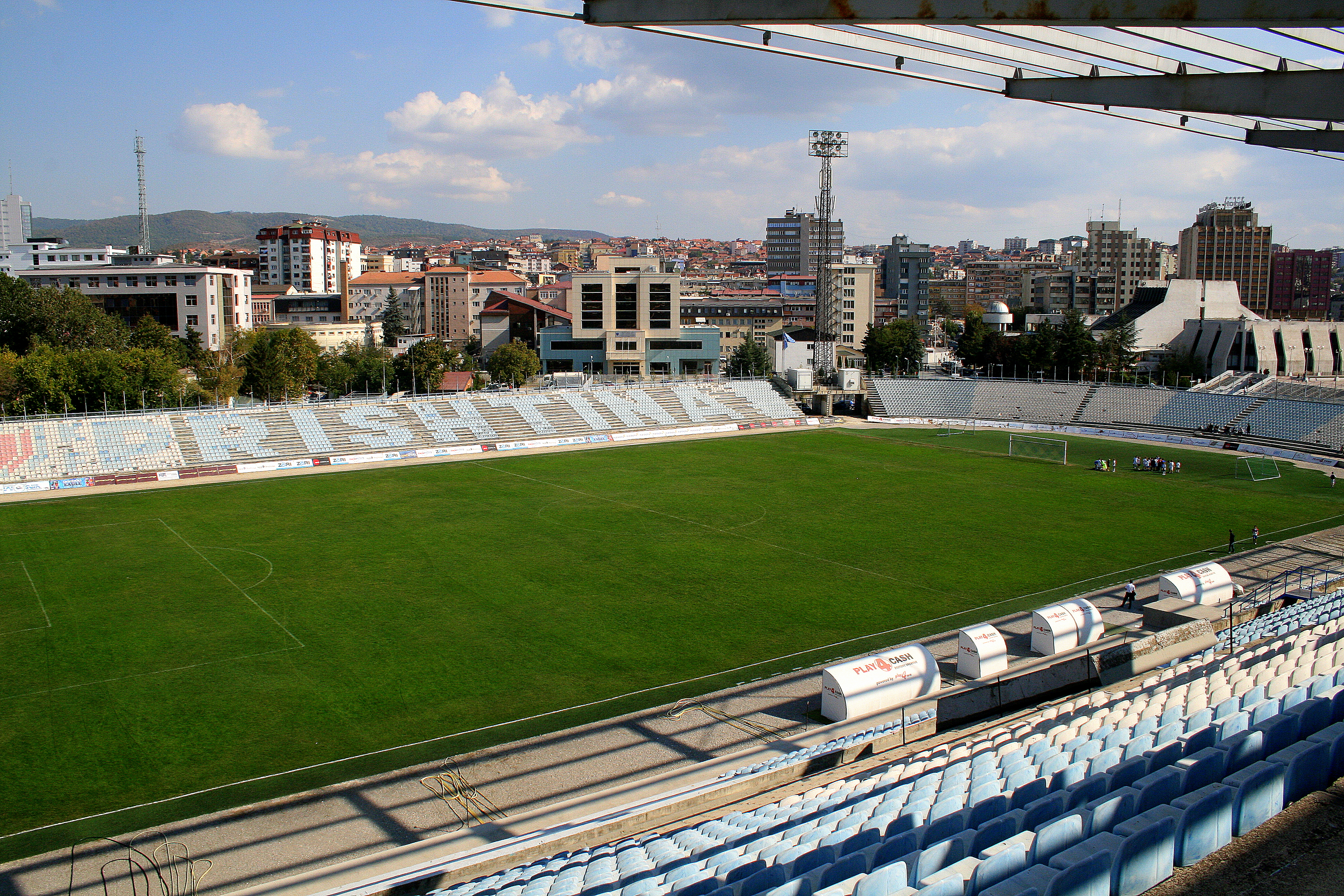
Stadion im. Fadila Vokrriego, arena domowa reprezentacji narodowej

Piłka nożna (alb. Futboll fut.ˈbɔɫ) jest najpopularniejszym sportem w Kosowie. Jej głównym organizatorem na terenie Kosowa pozostaje Federata e Futbollit e Kosovës (FFK).
Według stanu na 17 listopada 2021 roku Amir Rrahmani i Mërgim Vojvoda mają po 43 występy reprezentacyjne, a Vedat Muriqi strzelił 18 bramek w barwach reprezentacji Kosowa.

## Historia

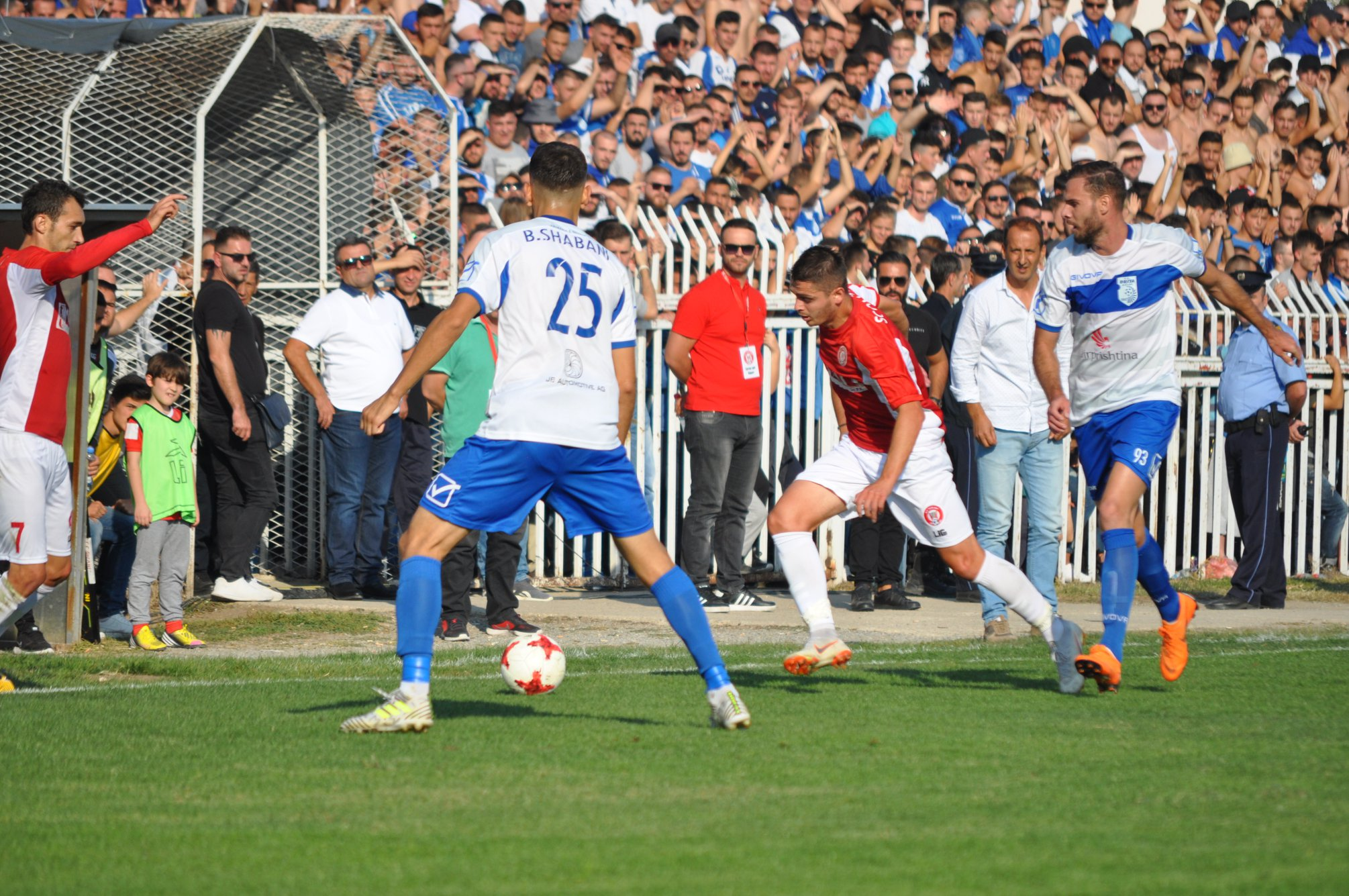
Derby Kosowa (KF Drita-KF Gjilani) na stadionie miejskim Gjilan 30 września 2018 roku.

Piłka nożna zaczęła zyskiwać popularność w Kosowie na początku XX wieku. 1 grudnia 1918 po zakończeniu I wojny światowej i po rozpadzie Austro-Węgier zamieszkane przez Słowian południowych komitaty Królestwa Chorwacji wraz z ziemiami Styrii i Krainy postanowiły zjednoczyć się z Serbią w Królestwo Serbów, Chorwatów i Słoweńców, późniejszą Jugosławię. 
W 1922 roku w Prisztinie powstał pierwszy kosowski klub piłkarski Gajret. Po założeniu jugosłowiańskiej federacji piłkarskiej – NSJ (chorw. Nogometni Savez Jugoslavije) w kwietniu 1919 roku w Zagrzebiu, rozpoczął się proces zorganizowania pierwszych ligowych Mistrzostw Królestwa Serbów, Chorwatów i Słoweńców w sezonie 1923. Na początku kosowskie kluby występowały w Belgradzkim pododdziale piłkarskim, zwanym Beogradski loptački podsavez.
3 października 1929 zmieniono nazwę państwa na „Królestwo Jugosławii”, również Związek Piłkarski w maju 1930 został przeniesiony do Belgradu i przyjął serbską nazwę FSJ (Fudbalski savez Jugoslavije). Rozbiór Jugosławii w latach 1941–1945, dokonany przez państwa Osi, spowodował przyłączenie większości Kosowa do kontrolowanej przez Włochy tzw. Wielkiej Albanii, mniejszych części do okupowanej przez Niemców Serbii oraz do Bułgarii. W 1942 kosowski klub KF Prishtina uczestniczył w nieoficjalnych rozgrywkach mistrzostw Albanii.
W 1945 po utworzeniu Socjalistycznej Federacyjnej Republiki Jugosławii i uzyskaniu przez Kosowo w 1946 statusu regionu autonomicznego w ramach Serbii, kontynuowano rozgrywki o mistrzostwo Jugosławii w najwyższej lidze, zwanej Prva savezna liga. W 1946 roku powstał pododdział piłkarski w Prisztinie zwany Kosovski loptački podsavez - poprzednik federacji piłkarskiej Kosowa - FFK. Od 1945 organizowano rozgrywki w lidze prowincjalnej Kosowa, która stała się jednym z pododdziałów piątego poziomu w jugosłowiańskim systemie ligowym. Najlepszymi klubami Kosowa w tym czasie były: KF Prishtina (mistrz 1982/83 w II lidze) i FK Trepča (mistrz 1976/77 w II lidze), które grały w pierwszej lidze Jugosławii.
Po upadku SFR Jugosławii w 1991 roku Kosowo pozostało w składzie FR Jugosławii. Kosowskie kluby uczestniczyły w mistrzostwach FR Jugosławii, w sezonie 1996/97 KF Prishtina zwyciężył w grupie wschodniej II ligi FR Jugosławii i awansował do I ligi. W sezonie 1997/98 zajął trzecie miejsce w grupie B pierwszej ligi jugosłowiańskiej. Narastający konflikt etniczny doprowadził ostatecznie do wybuchu wojny domowej w Kosowie w latach 1998–1999. W rezultacie bombardowania Kosowo znalazło się pod tymczasowym zarządem ONZ. Kosowskie kluby wycofały się z mistrzostw Jugosławii i od sezonu 1999/2000 występowały w Superlidze Kosowa. Kraj znajdował się pod kontrolą ONZ. 17 lutego 2008 roku proklamowano niepodległość Kosowa.
Rozgrywki zawodowej Superligi zainaugurowano w sezonie 2007/08.

## Format rozgrywek ligowych
W obowiązującym systemie ligowym trzy najwyższe klasy rozgrywkowe są ogólnokrajowe (Superliga, Liga e Parë i Liga e Dytë). Dopiero na czwartym poziomie pojawiają się grupy regionalne.

## Puchary
Rozgrywki pucharowe rozgrywane w Kosowie to:
- Puchar Kosowa (Kupa e Kosovës),
- Superpuchar Kosowa (Superkupa e Kosovës) - mecz między mistrzem kraju i zdobywcą Pucharu.